# Schneider Peak
Schneider Peak är en bergstopp i Antarktis. Den ligger i Västantarktis. Argentina, Chile och Storbritannien gör anspråk på området. Toppen på Schneider Peak är 1 350 meter över havet, eller 101 meter över den omgivande terrängen. Bredden vid basen är 4,3 km.
Terrängen runt Schneider Peak är huvudsakligen kuperad. Trakten är obefolkad. Det finns inga samhällen i närheten.